# Зондома
Зондома (фр. Zondoma) — одна из 45 провинций Буркина-Фасо. Входит в состав Северной области. Административный центр провинции — город Гурси. Площадь провинции составляет 1758 км².

## Население
По данным на 2013 год численность населения провинции составляла 209 738 человек.
Динамика численности населения провинции по годам:
| 1996    | 1997    | 2005    | 2006    | 2013    |
| ------- | ------- | ------- | ------- | ------- |
| 127 654 | 127 580 | 161 032 | 168 955 | 209 738 |

## Административное деление
В административном отношении подразделяется на 5 департаментов:
- Басси
- Бусу
- Гурси
- Леба
- Туго